# Ece Hocaoğlu
Ece Hocaoğlu est une joueuse de volley-ball turque née le 5 mars 1994 à Bursa. Elle mesure 1,89 m et joue au poste de réceptionneuse-attaquante. Sa sœur ainée Tuğçe Hocaoğlu est également joueuse de volley-ball.

## Clubs
| Club                   | De        | À         |
| ---------------------- | --------- | --------- |
| VB Günes Sigorta       | 2006-2007 | 2008-2009 |
| TVF Spor Lisesi        | 2009-2010 | 2010-2011 |
| Nilüfer Belediye       | 2011-2012 | 2011-2012 |
| Beşiktaş İstanbul      | 2012-2013 | 2012-2013 |
| Çanakkale Belediye     | 2013-2014 | 2013-2014 |
| Yeşilyurt İstanbul     | 2014-2015 | 2014-2015 |
| Beşiktaş İstanbul      | fév 2016  | mai 2016  |
| İdmanocağı Spor Kulübü | 2016-2017 | 2016-2017 |
| Sarıyer Belediyesi     | 2017-2018 | 2017-2018 |
| Çanakkale Belediye     | 2018-2019 | 2018-2019 |
| Aris Thessalonique     | 2019-2020 | 2019-2020 |
| Aydın BBSK             | jan 2020  | mai 2020  |
| Yeşilyurt İstanbul     | 2020-2021 | …         |

## Palmarès

### Équipe nationale
- Championnat d'Europe des moins de 18 ans
  - Vainqueur : 2011.
- Championnat du monde des moins de 18 ans
  - Vainqueur : 2011[3]
- Championnat d'Europe des moins de 20 ans
  - Vainqueur : 2012.

### Distinctions individuelles
- Championnat d'Europe féminin de volley-ball des moins de 18 ans 2011: MVP.